# Spring Byington
Spring Dell Byington (Colorado Springs, 17 oktober 1886 – Hollywood, 7 september 1971) was een Amerikaans actrice.

## Levensloop
Na het plotselinge overlijden van hun vader in 1891 groeiden Spring Byington en haar jongere zus op bij hun grootouders in Ontario, terwijl hun moeder medicijnen ging studeren in Boston. In 1907 vestigde Byington zich in New York. Ze trok met verschillende toneelstukken op tournee door de Verenigde Staten en kreeg in 1924 haar eerste rol op Broadway. Tot 1935 speelde ze er nog mee in 18 andere theaterproducties.
Vanaf 1930 was ze werkzaam in Hollywood. Drie jaar later speelde ze de moeder van Katharine Hepburn in de film Little Women naar de gelijknamige roman van Louisa May Alcott. In 1838 werd ze genomineerd voor een Oscar voor haar rol in de prent You Can't Take It with You onder regie van Frank Capra. Tijdens de Tweede Wereldoorlog werkte ze bij de radio. Tegen het einde van de oorlog keerde ze terug naar het witte doek. In de jaren 50 en 60 werkte ze ook voor televisie.
Byington stierf in 1971 aan kanker op 84-jarige leeftijd. Ze stelde haar lichaam ter beschikking aan de wetenschap.

## Filmografie (selectie)
| - 1933: Little Women - 1935: Broadway Hostess - 1935: Love Me Forever - 1935: The Great Impersonation - 1935: Werewolf of London - 1935: Ah, Wilderness! - 1935: Mutiny on the Bounty - 1936: Dodsworth - 1936: Stage Struck - 1936: The Charge of the Light Brigade - 1936: Theodora Goes Wild - 1936: Palm Springs - 1937: Penrod and Sam - 1937: A Family Affair - 1937: It's Love I'm After - 1938: The Buccaneer - 1938: The Adventures of Tom Sawyer - 1938: Jezebel | - 1938: You Can't Take It with You - 1939: Chicken Wagon Family - 1939: Quick Millions - 1940: The Blue Bird - 1940: Lucky Partners - 1940: My Love Came Back - 1941: The Devil and Miss Jones - 1941: Meet John Doe - 1941: When Ladies Meet - 1942: Roxie Hart - 1942: Rings on Her Fingers - 1942: The Affairs of Martha - 1942: The War Against Mrs. Hadley - 1943: Heaven Can Wait - 1944: The Heavenly Body - 1944: I'll Be Seeing You - 1945: The Enchanted Cottage - 1945: Thrill of a Romance | - 1945: Captain Eddie - 1946: Dragonwyck - 1946: A Letter for Evie - 1947: Living in a Big Way - 1947: Singapore - 1947: It Had to Be You - 1948: B.F.'s Daughter - 1949: In the Good Old Summertime - 1949: The Big Wheel - 1949: Please Believe Me - 1950: Louisa - 1950:Walk Softly, Stranger - 1951: Angels in the Outfield - 1951: Bannerline - 1952: Because You're Mine - 1960: Please Don't Eat the Daisies |